# Woodstock (Nouvelle-Zélande)
Woodstock est un petit village du District de Tasman du nord de l’île du Sud de la Nouvelle-Zélande.

## Situation
Il est situé sur le trajet de la Motueka Valley Highway (en), près de la rive est du fleuve Motueka, à quelque 20 kilomètres au sud-ouest de la ville de Motueka, à la jonction du fleuve et de son petit affluent, la rivière Dove.